# 셴트루페르트

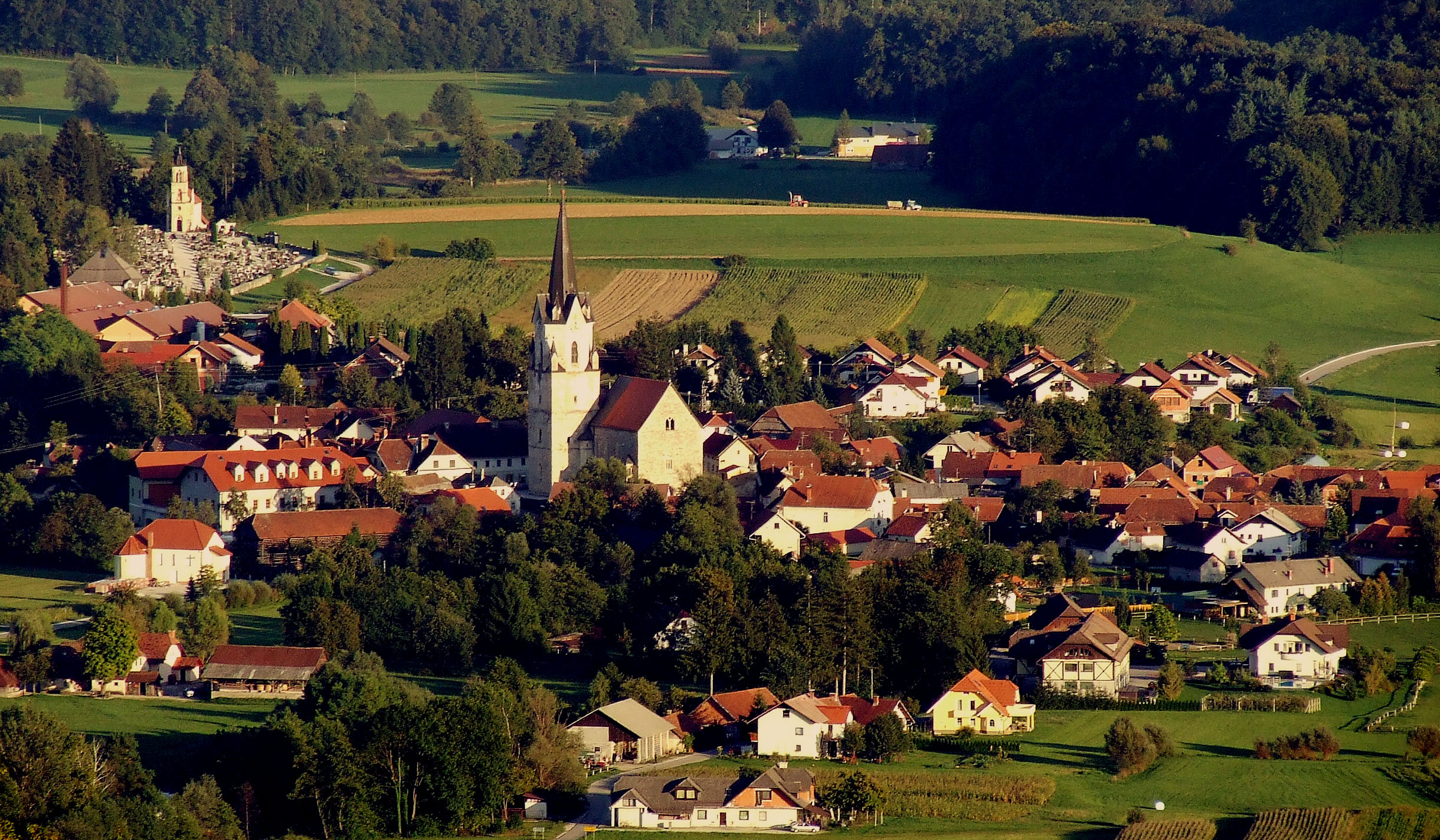
셴트루페르트

셴트루페르트의 위치

셴트루페르트(슬로베니아어: Šentrupert, 독일어: Sankt Ruprecht 장크트루프레히트[*])는 슬로베니아의 도시로 면적은 49.0km2, 높이는 274m, 인구는 2,283명(2002년 기준), 인구 밀도는 46.6명/km2이다.